# Biografielijst Ng

## Ng
- Charles Ng (1984), Hongkongs autocoureur
- Kin Veng Ng (1968), Macaus-Chinees autocoureur
- Ng Man-Tat (1952), Chinees acteur

## Nga
- Kotuku Ngawati (1992), Australisch zwemster

## Nge
- Joseph Ngeny (1977), Keniaans atleet
- Noah Ngeny (1978), Keniaans atleet

## Ngo
- David N'Gog (1989), Frans voetballer
- Joseph Ngolepus (1975), Keniaans atleet
- Cyril Ngonge (2000), Belgisch voetballer
- Michel Ngonge (1967), Congolees voetballer
- Granddi Ngoyi (1988), Frans voetballer

## Ngu
- Landry N'Guémo (1985-2024), Kameroens voetballer
- Ngũgĩ wa Thiong'o (1938-2025), pseudoniem van James Ngugi, Keniaans schrijver
- Amanda Nguyen (1991), Amerikaans-Vietnamees activist, ondernemer en astronaut
- Lee Nguyen (1986), Amerikaans voetballer
- Nam Nguyen (1998), Canadees kunstschaatser
- Nguyễn Phú Trọng (1944-2024), Vietnamees president
- Nguyễn Thị Mai Hưng (1994), Vietnamees schaakster
- Nguyễn Thị Thanh Phúc (1990), Vietnamees atlete
- Nguyễn Thị Thúy (1990), Vietnamees gewichtheffer

## Ngw
- Malangatana Ngwenya (1936-2011), Mozambikaans schilder, dichter en politicus